# Ingrid
Ingrid je žensko osebno ime.

## Izvor imena
Ime Ingrid je po izvoru skandinavsko ime, zloženo iz imena germanskega plemenskega boga Ingwio in nordijske besede frid v pomenu »lep«.

## Različice imena
Inga, Inge, Inka, Ingeborg, Ingrida, Inkrit

## Tujejezikovne oblike imena
- pri Angležih, Čehih, Nemcih: Ingrid
- pri Dancih: Inger, Ingerid, Ingfred, Ingred
- pri Fincih: Inker, Inkeri, Inkri
- pri Islandcih: Ingrid, Ingifríður, Ingiríður
- pri Norvežanih: Ingefrid, Inger, Ingerid, Ingfrid, Ingfrida, Ingfryd, Ninni
- pri Poljakih: Ingryda
- pri Slovakih: Ingrida
- pri Srbih: Ингрид (Ingrid)
- pri Švedih: Ingefrid, Inger, Ingifridh, Ingra, Ingri

## Pogostost imena
Po podatkih Statističnega urada Republike Slovenije je bilo na dan 31. decembra 2007 v Sloveniji število ženskih oseb z imenom Ingrid: 799. Med vsemi ženskimi imeni pa je ime Ingrid po pogostosti uporabe uvrščeno na 207. mesto.

## Osebni praznik
V koledarju je ime Ingrid zapisano 2. septembra (Ingrid, ustanoviteljica samostana dominikank Skännige na jugu Švedske, † 2.sep. 1282).